# Eiso (Ryukyu)
Eiso (英祖 1229-1299) là lãnh chúa của Okinawa, dòng Eiso đời thứ nhất. Ông nắm quyền từ năm 1260 sau khi tiếp vị Gihon cho đến khi ông qua đời năm 1299. Nhà Eiso trải qua 5 đời trong khoảng thời gian trị vì 90 năm.
Các sự kiện nổi bật dưới thời Eiso là sự phát triển lớn đối với lãnh địa Okinawa còn non trẻ. Eiso đặt ra một số loại thuế và  cải cách đất, và đất nước hồi phục sau các nạn đói và những vấn đề khác của thời kỳ trước. Một số quần đảo ở xa như Kumejima, Kurama, và Iheya đã nằm trong tầm quản lý của Okinawa, và bắt đầu gởi cống phẩm vào năm 1264. Sứ giả đã được gởi tới Amami Ōshima năm 1266, không lâu sau đó nó nằm trong tầm kiểm soát của Okinawa.
Eiso cũng liên lạc với đế quốc Mông Cổ, vào khoảng thời gian mà đế quốc này lên kế hoạch đánh chiếm Nhật Bản. Các sứ giả của Hốt Tất Liệt đã đến Okinawa 2 lần vào năm 1272 và 1276 để yêu cầu vương quốc non trẻ này thuần phục Mông Cổ và hỗ trợ họ xâm chiếm Nhật Bản nhưng cả hai lần đều bị từ chối.
Eiso mất ở tuổi 71, và con trai ông Taisei đã kế vị.